# オオジシギ
オオジシギ（大地鴫、大地鷸、Gallinago hardwickii）は、チドリ目シギ科タシギ属に分類される鳥類である。

## 分布
インドネシア、オーストラリア東部、日本、パプアニューギニア、ロシア南東部
夏季に日本（主に本州中部以北、熊本県でも繁殖例あり）、ロシア（ウスリー、サハリン南部）で繁殖し、冬季になるとオーストラリアへ南下し越冬する。

## 形態
全長27.5-31.5cm。体重0.1-0.2kg。日本に飛来するタシギ属の構成種では最大種で、和名の由来になっている。尾羽の枚数は16か18枚。眼上部から後頭にかけて眉状に淡黄色の筋模様（眉斑）が入る。上面や胸部を被う羽毛には羽軸に沿って暗褐色と赤褐色の斑紋（軸斑）が入り、羽毛の外縁（羽縁）は淡褐色。胸部を除く下面は白い羽毛で被われる。嘴基部から眼を通り後頭部にかけて黒い筋模様（過眼線）が入り、過眼線が眉斑よりも細い個体が多い。
嘴は長い。嘴の色彩は淡褐色で、先端が黒い。後肢の色彩は黄緑色。

## 生態
草原、湿原などに生息する。単独で生活するが、渡りの途中には小規模な群れを形成する事もある。
食性は動物食傾向の強い雑食で、主にミミズを食べるが、昆虫、種子なども食べる。
繁殖形態は卵生。繁殖期には縄張りを形成する。オスは縄張り内を鳴きながら飛翔した後に尾羽を広げて羽音を立てながら急降下、という行為を繰り返して求愛する。地表に枯草などを組み合わせた皿状の巣を作り、4-6月に1回に4個（まれに3個）の卵を産む。メスのみが抱卵すると考えられている。

## 人間との関係
日本では開発により北海道では繁殖地に適した環境が増加しているが、風力発電所でバードストライクが発生するなどの問題も発生している。また本州では減少している。
準絶滅危惧（NT）（環境省レッドリスト）